# 팔봉산로
팔봉산로(Hanseo-ro)는 강원특별자치도 홍천군 남면대복고개에서 강원특별자치도 홍천군 북방면을 잇는 도로이다.

## 주요경유지
강원특별자치도
- 홍천군 (남면 - 서면 - 북방면)

## 노선
| 이름          | 접속 노선                        | 소재지        | 소재지        | 비고                                       |
| 한서로와 직결 | 한서로와 직결                    | 한서로와 직결 | 한서로와 직결 | 한서로와 직결                              |
| ------------- | -------------------------------- | ------------- | ------------- | ------------------------------------------ |
| 대복고개      |                                  | 홍천군        | 남면          |                                            |
| 대곡고개      |                                  | 홍천군        | 남면          |                                            |
| 두미삼거리    | 국가지원지방도 제86호선 (개야로) | 홍천군        | 서면          | 국가지원지방도 제86호선과 중복             |
| 감물악교      |                                  | 홍천군        | 서면          | 국가지원지방도 제86호선과 중복             |
| 반곡교        |                                  | 홍천군        | 서면          | 국가지원지방도 제86호선과 중복             |
| 남산교        |                                  | 홍천군        | 서면          | 국가지원지방도 제86호선과 중복             |
| 잣방산터널    |                                  | 홍천군        | 서면          | 국가지원지방도 제86호선과 중복 연장 약400m |
| 구만교        |                                  | 홍천군        | 서면          |                                            |
| 지장구고개    |                                  | 홍천군        | 북방면        |                                            |
| 역전교        |                                  | 홍천군        | 북방면        |                                            |
| 본궁교        |                                  | 홍천군        | 북방면        |                                            |
| 본궁고개      |                                  | 홍천군        | 북방면        |                                            |
| (이름없음)    | 국도 제5호선 (영서로)            | 홍천군        | 북방면        |                                            |

## 주요 건물및 시설
- 대곡2리마을회관 (팔봉산로 52/대곡리 309-6)
- 팔봉119안전센터 (팔봉산로 523/두미리 518-2)
- 농협 서홍천농협 두미지점 (팔봉산로 542/두미리 480-4)
- 농협 서홍천농협 주유소 두미지점 (팔봉산로 545/두미리 475-3)
- 농협 서홍천농협 하나로마트 두미지점 (팔봉산로 545/두미리 475-3)
- 서면파출소 (팔봉산로 555/두미리 451-3)
- SK에너지 태창주유소 (팔봉산로 561/두미리 450-3)
- 서면행정복지센터 (팔봉산로 617/반곡리 147-4)
- 서면보건지소 (팔봉산로 621/반곡리 147-6)
- 반곡우체국 (팔봉산로 624/반곡리 148-3)
- 반곡초등학교 (팔봉산로 639/반곡리 154)